# 特拉赫塞尔瓦尔德城堡

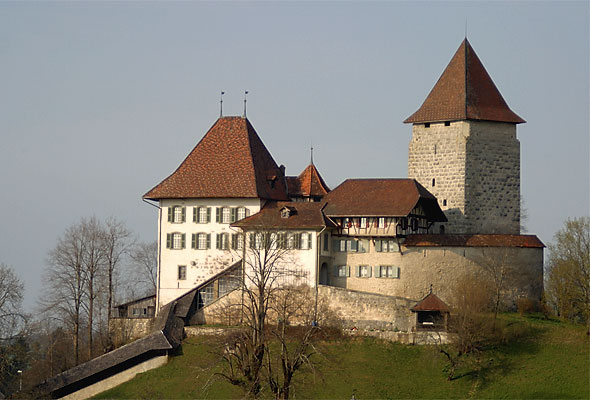
特拉赫塞尔瓦尔德城堡

特拉赫塞尔瓦尔德城堡（德語：Schloss Trachselwald）, 是瑞士联邦伯尔尼州特拉赫塞爾瓦爾德的一座城堡。

## 历史
城堡最早在历史上出现可以追溯到1131年。此后分别属于特拉赫塞尔瓦尔德伯爵属地、利薩赫附近呂蒂和蘇米斯瓦爾德，最终被出售给伯尔尼城。在1408年，伯尔尼将这里作为特拉赫塞尔瓦尔德行政区的政府所在地。19世纪，又改为区法庭所在地。在此期间，城堡经历了几次改造和扩建。
1954至1956年，城堡彻底重修，并入选瑞士国家重要文化财产名录。